# Aleksandrina Najdenovová
Aleksandrina Najdenovová (bulharsky: Александрина Найденова, Aleksandrina Najdenova, * 29. února 1992 Plovdiv) je bývalá bulharská tenistka, která se na profesionálních okruzích pohybovala v letech 2006–2019. V listopadu 2020 jí byl udělen doživotní zákaz v profesionálním tenisu za korupci a ovlivňování zápasů. Ve své kariéře na okruhu WTA Tour nevyhrála žádný turnaj. V rámci okruhu ITF získala deset titulů ve dvouhře a čtrnáct ve čtyřhře.
Na žebříčku WTA byla ve dvouhře nejvýše klasifikována v září 2019 na 218. místě a ve čtyřhře pak v září 2017 na 95. místě. Mezi lety 2004–2006 se připravovala v tenisové škole ve Francii. Následně trénovala ve floridských střediscích Extreme Tennis Academy a Evert Tennis Academy. Koučoval ji Bill Scanlon.
V bulharském fedcupovém týmu neodehrála žádné utkání.

## Tenisová kariéra
V rámci událostí okruhu ITF debutovala v září 2006, když na turnaji v řecké Mytiléně s dotací 10 tisíc dolarů postoupila z kvalifikace. V úvodním kole dvouhry podlehla krajance Evelin Barbutovové. Premiérový titul v této úrovni tenisu vybojovala během září 2008 na bogotské události s rozpočtem 10 tisíc dolarů, kam přijela jako hráčka z počátku druhé tisícovky žebříčku. Ve finále přehrála o pět set míst výše postavenou Kolumbijku Viky Núñezovou Fuentesovou.
V kvalifikacích okruhu WTA Tour debutovala na jediném odehraném ročníku Cachantún Cupu 2008 v chilském Viña del Mar, kam obdržela divokou kartu. Na úvod kvalifikační soutěže však získala jen dva gemy na Argentinku Jorgelinu Craverovou. Premiéru v hlavní soutěži nejvyšší grandslamové kategorie zaznamenala v ženském deblu Australian Open 2014, do něhož s Brazilkou Telianou Pereirovou nastoupily jako náhradnice. V prvním kole hladce podlehly dvanácté nasazené, francouzsko-italské dvojici Kristina Mladenovicová a Flavia Pennettaová. Jednalo se o její jedinou účast v hlavní grandslamové soutěži. Kvalifikaci si zahrála na Australian Open 2017, kde v první fázi nenašla recept na Korejku Jang Su-jeong. Závěrečný turnaj v kariéře odehrála během listopadu 2019 na události ITF v thajském Hua Hinu s dotací 25 tisíc dolarů, kde z pozice třetí nasazené skončila v úvodním kole.

## Doživotní zákaz v profesionálním tenisu
Jednotka pro bezúhonnost tenisu (TIU) udělila 27. prosince 2019 Najdenovové dočasný zákaz startu na profesionálních turnajích pro podezření z ovlivňování výsledků zápasů v sezónách 2015–2019. Několikaměsíční proces odvolání, vedený úředníkem nezávislého protikorupčního slyšení v osobě profesora sportovního práva Richarda McLarena, skončil v červenci 2020 potvrzením zákazu. Prokázáno bylo dvanáct případů ovlivňování výsledků na okruzích ITF a WTA, rovněž tak dlouhodobé odmítání spolupráce s vyšetřovateli TIU. V té době 28leté Bulharce patřilo 239. místo na zmrazeném žebříčku WTA. Jednotka pro bezúhonnost tenisu pak 20. listopadu 2020 rozhodla o doživotním zákazu hráčky na profesionálních okruzích a úhradě pokuty 150 tisíc dolarů.

## Finále série WTA 125
| Legenda                  |
| ------------------------ |
| D – dvouhra; Č – čtyřhra |
| WTA 125 (0–1 Č)          |

### Čtyřhra: 1 (0–1)
| Stav       | č. | datum           | turnaj          | povrch | spoluhráčka     | soupeřky ve finále             | výsledek |
| ---------- | -- | --------------- | --------------- | ------ | --------------- | ------------------------------ | -------- |
| Finalistka | 1. | 11. června 2017 | Bol, Chorvatsko | antuka | Lina Gjorcheská | Čuang Ťia-žung Renata Voráčová | 4–6, 2–6 |

## Finále na okruhu ITF
| Dotace turnajů okruhu ITF | Dotace turnajů okruhu ITF |
| ------------------------- | ------------------------- |
| 100 000 $ tournaments     | 80 000 $ tournaments      |
| 75 000 $ tournaments      | 60 000 $ tournaments      |
| 50 000 $ tournaments      | 25 000 $ tournaments      |
| 15 000 $ tournaments      | 10 000 $ tournaments      |

### Dvouhra: 20 (10–10)
| Stav       | č.  | datum         | turnaj                     | povrch     | soupeřka ve finále    | výsledek      |
| ---------- | --- | ------------- | -------------------------- | ---------- | --------------------- | ------------- |
| Vítězka    | 1.  | září 2008     | Bogotá, Kolumbie           | antuka (h) | Viky Núñez Fuentesová | 6–4, 7–6(7–2) |
| Finalistka | 1.  | červen 2009   | Melilla, Španělsko         | tvrdý      | Giulia Gasparriová    | 5–7, 4–6      |
| Vítězka    | 2.  | leden 2011    | Bucaramanga, Kolumbie      | antuka     | Yuliana Lizarazová    | 6–1, 6–2      |
| Vítězka    | 3.  | březen 2011   | Concepción, Chile          | antuka     | Andrea Benítezová     | 1–6, 6–4, 6–4 |
| Vítězka    | 4.  | březen 2011   | Rancagua, Chile            | antuka     | Catalina Pellaová     | 3–6, 6–2, 6–2 |
| Finalistka | 2.  | červen 2011   | Smyrna, Turecko            | antuka     | Elizaveta Jančuková   | 5–7, 1–6      |
| Finalistka | 3.  | červenec 2011 | Smyrna, Turecko            | antuka     | Agnese Zucchiniová    | 5–7, 3–6      |
| Vítězka    | 5.  | červenec 2011 | Smyrna, Turecko            | antuka     | Darja Mironovová      | 6–4, 6–3      |
| Finalistka | 4.  | červenec 2011 | Smyrna, Turecko            | antuka     | Ana Bogdanová         | 1–6, 2–6      |
| Finalistka | 5.  | duben 2012    | Manáma, Bahrajn            | tvrdý      | Lou Brouleauová       | 5–7, 1–6      |
| Vítězka    | 6.  | září 2012     | Madrid, Španělsko          | antuka     | Jade Suvrijnová       | 6–0, 6–4      |
| Finalistka | 6.  | leden 2013    | Šarm aš-Šajch, Egypt       | tvrdý      | Majar Šarífová        | 2–6, 6–2, 1–6 |
| Vítězka    | 7.  | leden 2015    | Šarm aš-Šajch, Egypt       | tvrdý      | Pia Königová          | 6–3, 6–4      |
| Finalistka | 7.  | duben 2015    | León, Mexiko               | tvrdý      | Danielle Laová        | 6–3, 3–6, 5–7 |
| Finalistka | 8.  | červenec 2016 | Campos do Jordão, Brazílie | tvrdý      | Daniela Seguelová     | 5–7, 6–4, 5–7 |
| Finalistka | 9.  | září 2018     | Marbella, Španělsko        | antuka     | Gabriela Talabová     | 2–6, 2–6      |
| Vítězka    | 8.  | září 2018     | Ceuta, Španělsko           | tvrdý      | Lucía Cortez Llorcová | 6–1, 4–6, 6–1 |
| Vítězka    | 9.  | červenec 2019 | Čchü-ťing, Čína            | tvrdý (h)  | Jang I-ti             | 7–5, 6–3      |
| Vítězka    | 10. | srpen 2019    | Kuej-jang, Čína            | tvrdý      | Jang Su-jeong         | 6–4, 6–2      |
| Finalistka | 10. | září 2019     | Čchang-ša, Čína            | antuka     | Nina Stojanovićová    | 1–6, 1–6      |

### Čtyřhra (14 titulů)
| Č.  | datum             | turnaj                 | povrch     | spoluhráčka         | poražené finalistky                           | výsledek              |
| --- | ----------------- | ---------------------- | ---------- | ------------------- | --------------------------------------------- | --------------------- |
| 1.  | 28. září 2012     | Madrid, Španělsko      | antuka     | Malou Ejdesgaardová | Tatiana Búová Yvonne Cavallé Reimersová       | 5–7, 6–3, [10–3]      |
| 2.  | 28. února 2014    | Port Pirie, Austrálie  | tvrdý      | Jessica Mooreová    | Mijabi Inoueová Hiroko Kuwatová               | 6–4, 6–3              |
| 3.  | 5. dubna 2014     | Glen Iris, Austrálie   | antuka     | Jessica Mooreová    | Tammi Pattersonová Ellen Perezová             | 6–4, 6–2              |
| 4.  | 13. dubna 2014    | Melbourne, Austrálie   | antuka     | Jessica Mooreová    | Miju Katová Juuki Tanaková                    | 7–5, 6–7(5–7), [10–7] |
| 5.  | 24. října 2015    | Bucaramanga, Kolumbie  | antuka     | Daniela Seguelová   | Montserrat Gonzálezová Francesca Segarelliová | 6–2, 7–6(7–3)         |
| 6.  | 19. února 2016    | Cuernavaca, Mexiko     | tvrdý      | Fanny Stollárová    | Elizaveta Jančuková Kateřina Kramperová       | 6–3, 6–2              |
| 7.  | 9. května 2016    | Fukuoka, Japonsko      | tráva      | Indy de Vroomeová   | Nigina Abduraimovová Xenija Lykinová          | 6–4, 6–1              |
| 8.  | 20. června 2016   | Lenzerheide, Švýcarsko | antuka     | Tadeja Majeričová   | Irina Maria Barová Elyne Boeykensová          | 7–5, 1–6, [10–8]      |
| 9.  | 31. října 2016    | Čchen-čou, Čína        | tvrdý      | Jacqueline Caková   | Angelina Gabuevová Sofja Šapatavová           | 3–6, 6–4, [10–6]      |
| 10. | 7. listopadu 2016 | Puné, Indie            | tvrdý      | Irina Chromačovová  | Sowdžanja Bavisettiová Rišika Sunkarová       | 6–2, 6–1              |
| 11. | 23. dubna 2017    | Chiasso, Švýcarsko     | antuka     | Lina Gjorcheská     | Kateřina Kramperová Rosalie van der Hoeková   | 7–5, 2–6, [10–7]      |
| 12. | 9. července 2017  | Getxo, Španělsko       | antuka     | Andrea Gámizová     | Cristina Bucșová Noelia Zeballosová           | 6–2, 6–4              |
| 13. | 26. května 2018   | Pao-tchou, Čína        | antuka (h) | Alison Baiová       | Natalija Kostićová Nika Kucharčuková          | 6–4, 0–6, [10–6]      |
| 14. | 21. května 2019   | Nonthaburi, Thajsko    | tvrdý      | İpek Soyluová       | Haruka Kadžiová Risa Ozakiová                 | 6–1, 6–3              |